# Palpares nigrescens
Palpares nigrescens is een insect uit de familie van de mierenleeuwen (Myrmeleontidae), die tot de orde netvleugeligen (Neuroptera) behoort. 
Palpares nigrescens is voor het eerst wetenschappelijk beschreven door Navás in 1914.